# Scott Tenorman
Scott Cartman Tenorman es un personaje ficticio poco recurrente y principal personaje adolescente de la serie animada estadounidense South Park. Es un adolescente muy perjudicioso y bromista. Pertenece a la familia de Eric Cartman como lo predijo en 201 (también prediciendo que Cartman (Eric Tenorman) pertenece a los Tenorman) 
Apareció por primera vez en Scott Tenorman Must Die donde Scott le vende a Cartman sus vellos púbicos, Cartman se molesta y en un intento de recuperar su dinero, pierde más, luego Scott le quema su dinero y planea su venganza, pero Scott se la empeora publicando el vídeo de "Soy un cerdito", siendo burlando por sus amigos, Cartman trama algo que convierte a Scott en huérfano, después de 9 años, Scott regresa para vengar a sus padres fallecidos, mencionando que Jack Tenorman es también padre de Cartman, luego llega Jesús y los Super Amigos y Scott desaparece, no se sabe que paso con él.

## Apariencia
Scott tiene el cabello rojo, usa frenillos, camisa negra de doble manga blanca y pantalones amarillos.
- Datos: Q3399732